# Lomagne
Ne doit pas être confondu avec Limagne.
La Lomagne (en gascon : Lomanha selon la norme classique de l'occitan, Loumagne ou Loumanhe selon la graphie fébusienne) est une région naturelle de Gascogne répartie sur les départements actuels du Gers et du Tarn-et-Garonne, ainsi qu'une ancienne vicomté (circonscription) de la province historique de Gascogne.
Elle a aujourd'hui une dimension administrative avec une communauté de communes à finalité économique et notamment touristique.
Elle est régulièrement surnommée « Toscane française».

## Chef-lieu
La ville principale et capitale historique est Lectoure (département du Gers).

## Localisation
La Lomagne est constituée de la basse vallée du Gers à partir du canton de Montestruc-sur-Gers et des territoires plus à l'Est délimités par le cours de la Garonne. La commune de Beaumont-de-Lomagne est située au sud-ouest du département de Tarn-et-Garonne, au sud de la Garonne.

## Étymologie
Son nom gascon est la Lomanha (norme classique) ou Loumagne (norme mistralienne-phébusienne). Selon certains il dériverait d’alomanha / aloumagne, l'ormaie, de ulmus, orme.

## Histoire
Les Lactorates (de Lectoure) sont le peuple antique correspondant à cette province.
À partir du Xe siècle, la Lomagne devient une vicomté, dont la destinée se confond avec le comté d'Armagnac à partir de 1325, avant d'être annexée au domaine royal en 1491.

## Économie
- Ail blanc de Lomagne
- Melon de Lectoure